# Nomos (band)

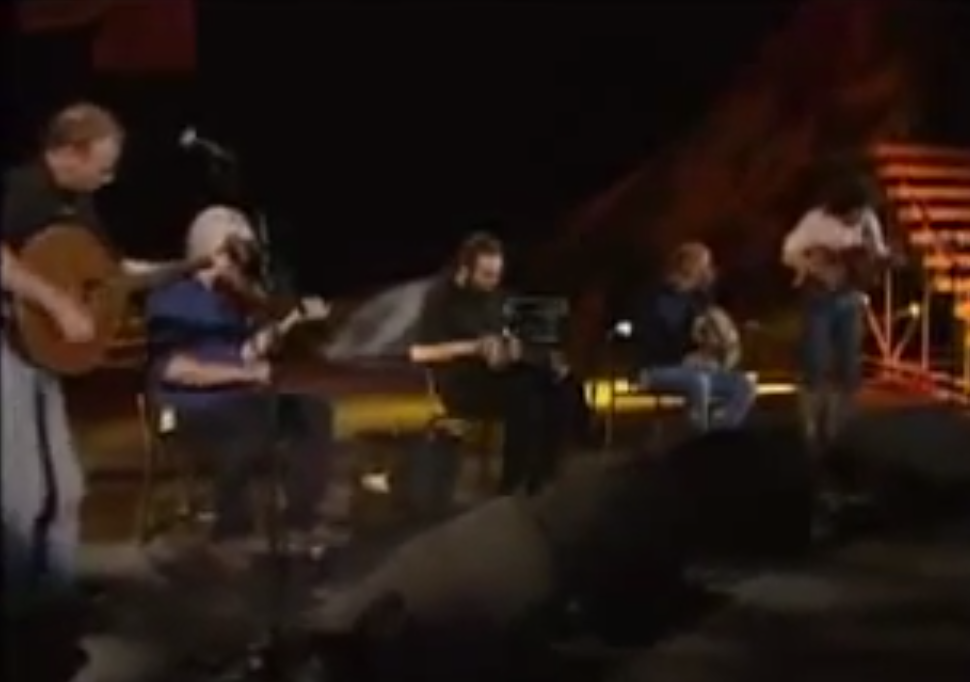
Nomos

Nomos was een traditionele Ierse band die in 1990 in Cork, Ierland werd opgericht. Met een mengeling van rock en pop werd hun repertoire samengesteld. De leden van de band waren: Niall Vallely op concertina en keyboards, Gerry McKee op bouzouki, Frank Torpey op bodhrán en Vince Milne met viool. 
In 1992 haalde Niall Vallely een graad in muziek aan het University College Cork. Hij is getrouwd met Karan Casey en maakte met haar muziek op een paar albums. In 2004 begon Niall met Paul Meehan gitaar en zijn broer Caoimhin piano de nieuwe formatie Buille.

## Discografie
- I Won't Be Afraid Anymore (1996)
- Set You Free (1997)